# Château Grimaldi (Antibes)
O Château Grimaldi em Antibes é um palácio fortificado da França construído sobre as fundações da antiga cidade grega de Antipolis.

## História

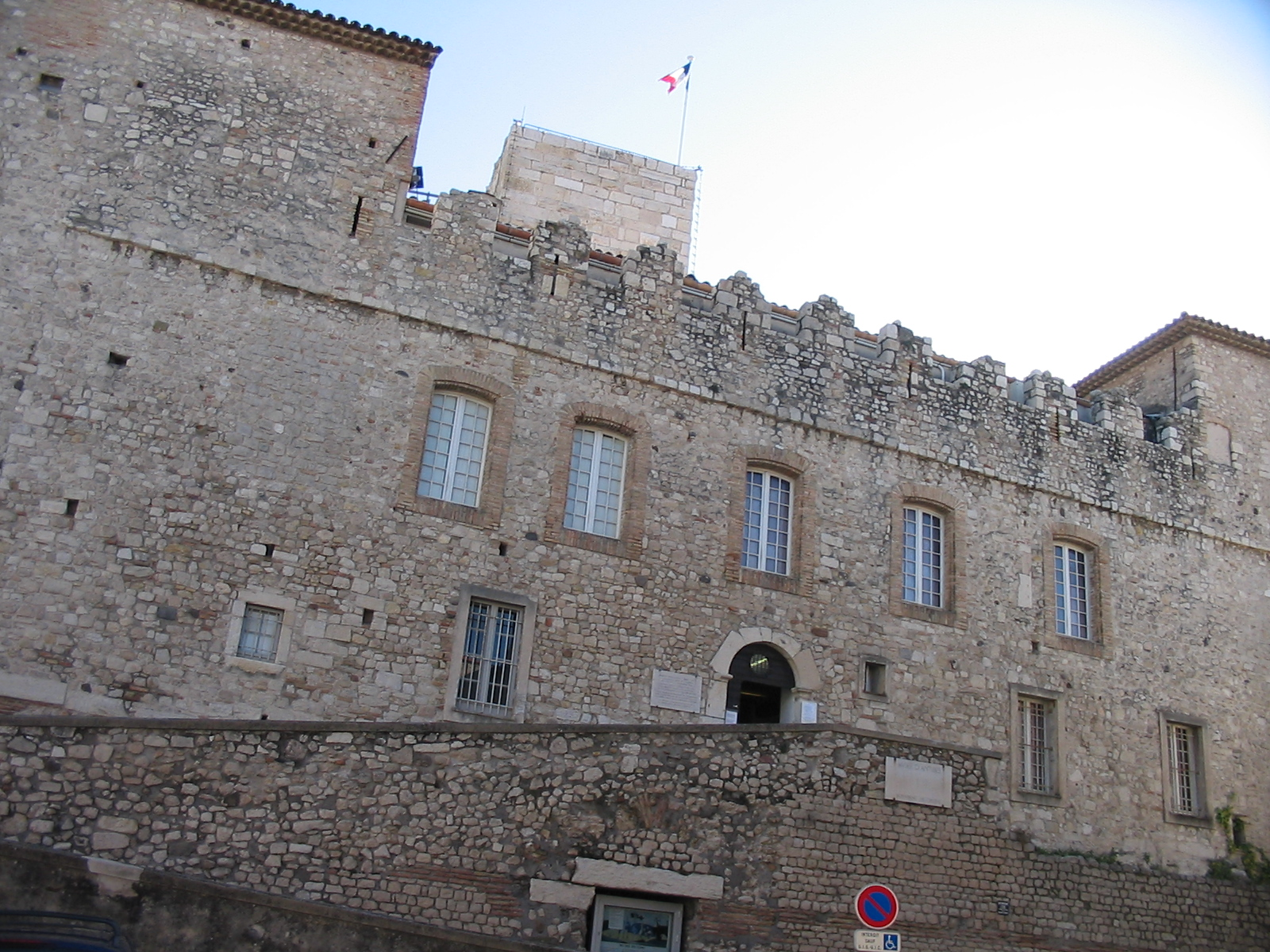
Fachada do Château Grimaldi em Antibes.

Em 1608, o castelo tornou-se numa fortaleza da família Grimaldi, sendo conhecido com o nome destes desde então.
A partir de 1702 seviu de câmara municipal de Antibes.
Em 1946 serviu de residência, durante seis meses, do artista Pablo Picasso. Actualmente acolhe o Museu Picasso.
A partir de 1925 passou a ser conhecido como Museu Grimaldi e hoje é conhecido Museu Picasso, o primeiro museu no mundo dedicado ao artista.
O próprio Picasso doou trabalhos para o museu, sendo as pinturas mais conhecidas "The Goat" e "La Joie de Vivre". Em 1990, Jacqueline Picasso legou muitos trabalhos de Picasso ao museu. Entre estes estavam incluídos 10 desenhos, 4 pinturas, 2 cerâmicas e 6 água-fortes. Estas obras estão expostas no palácio juntamente com 3 trabalhos em papel, 60 água-fortes e 6 tapetes de Pablo Picasso coleccionados pelo museu entre 1952 e 2001. Actualmente, ascende a 245 o número total de obras de Picasso presentes no museu.
O Museu Picasso encerrou para obras durante alguns anos, tendo reabeto a 20 de Julho de 2008. Durante o tempo qye esteve em reformas, os seus fundos estiveram em exposições temporárias noutros museus.
Entre os artistas representados estão, além de Picasso, Nicolas de Staël, Léger, Francis Picabia, Magnelli, Arman, César, Modigliani, Prassinos, Martial, Raysse, Yves Klein, Louis Cane, David Hockney, Le Brocquy, Antonio Saura, Raynaud, Brassaï, Balthus e Valls.

## Biblografia
- I. Guriezo. Año Picasso: los tesoros del museo de Antibes. Galeria Antiqvaria: Arte contemporânea, antiguidades, mercado, coleccionismo, ISSN 1130-2747, Nº 248, 2006, pags. 68-69.
- B. Luke. Picasso in Antibes. Burlington magazine, ISSN 0007-6287, Vol. 148, Nº 1239, 2006, pags. 442-443.